# Ramsey Youth Centre and Old Boys Football Club
Il Ramsey Youth Centre and Old Boys F.C., anche noto come RYCOB F.C. è una società calcistica di Ramsey, Isola di Man. Milita nella Division Two, la seconda divisione del campionato nazionale. 